# Prosopocera flavovittata
Prosopocera flavovittata là một loài bọ cánh cứng trong họ Cerambycidae.